# Ogasawarana arata
Ogasawarana arata је пуж из реда Cycloneritimorpha. 

## Угроженост
Подаци о распрострањености ове врсте су недовољни.

## Распрострањење
Јапан је једино познато природно станиште врсте.

## Станиште
Врста Ogasawarana arata има станиште на копну.